# Каримов, Абдулкарим Мигралимович
Абдулкарим Мигралимович Каримов (род. 11 сентября 1986) — казахстанский эстрадный певец, финалист музыкального проекта «X Factor». Чемпион мира по футболу среди артистов в городе Москва "Арт-футбол 2017".

## Биография
Абдулкарим Каримов родился в СССР в Новокузнецке. В татароингушской семье. В три года переехал вместе с семьёй в Алма-Ату. С 11 лет начал профессионально играть в футбол, выступал за юниорскую команду Кайрата. После окончания школы поступил в Алматинский государственный университет, где учился на психолога и окончил университет в 2010 году. В 2010 году участвовал в музыкальном проекте X Factor, прошёл в финал и занял 7-е место.
Чемпион мира по футболу среди артистов в Москве 2017 год .

## Факты
- На церемонии вручения Евразийской музыкальной премии 2012 получил приз зрительских симпатий[2].
- Стал лауреатом Евразийской музыкальной премии ЕМА-2013 в номинации «Лучшая песня»[1]
- Номинант Geometria Awards Kazakhstan 2015 в категории «Исполнитель года»[3].
- Клипы Абдулкарима ротировались на российских музыкальных каналах RU TV И  MUZ TV
- В 2019 году стал лицом мужской коллекции солнцезащитных очков бренда Alberto Casiano

## Личная жизнь
04.05.2012 года родился сын Илез.
28.10.2020 года родилась дочь Сафия.

## Дискография
- «Странник»
- «Ветрами пустынными»
- «Лейла»
- «Навсегда»
- «Никому тебя я не отдам»
- «Комета»
- «Если будешь рядом»
- «Анашым»
- «Снова вижу тебя»
- «В океанах слёз»
- «Dream of my life»
- «Волна»
- «Пилигрим»
- «Скорпионы»
- «Ангел»